# Fritz Moltke
 Ikke at forveksle med Frederik Moltke (udenrigsminister).
Fritz Moltke (9. marts 1820 i Nyborg – 6. marts 1909 i Fredensborg) var en dansk embedsmand, bror til Anton Moltke.
Han var søn af Herman Georg Moltke, blev 1838 student fra Sorø Akademi, 1844 cand. jur. og samme år volontør på Svendborg Amts kontor, 1845 fuldmægtig ved Sjællands Stiftamt, 1846 tillige volontør under Generalauditoriatet for Landetaten, 1848 auditør i Arméen, 1850 auditør og regnskabsfører ved 2. Jægerkorps, 1855 overauditør, 1856 byfoged og byskriver i Skælskør, herredsfoged og skriver i Vester Flakkebjerg Herred og fik samme år afsked som auditør. Fra 17. december 1868 (med tiltrædelse 1. januar 1869) var Moltke også borgmester i Skælskør. Samme år blev han birkedommer i Kronborg østre Birk og Hellebæk Birk, 29. december 1874 Ridder af Dannebrog, 2. januar 1890 Dannebrogsmand og 1894 kammerherre. Moltke fik 16. maj 1903 (fra 30. juni) afsked fra statstjenesten og blev udnævnt til Kommandør af 2. grad af Dannebrog. Han bar også en række udenlandske ordener.
8. oktober 1849 ægtede Moltke i Garnisons Kirke Josepha Cecilie Høst, adopteret Schiern (20. april 1823 i København – 24. marts 1902 i Fredensborg), datter af Jens Kragh Høst og adopteret af moderens 2. ægtefælle overfinansbogholder, etatsråd Frederik Schiern.